# Leichtathletik-Weltmeisterschaften 2015/Teilnehmer (Oman)
| Gelbes Symbol für Goldmedaillen mit stilisierten Olympischen Ringen | Graues Symbol für Silbermedaillen mit stilisierten Olympischen Ringen | Braundes Symbol für Bronzemedaillen mit stilisierten Olympischen Ringen |
| ------------------------------------------------------------------- | --------------------------------------------------------------------- | ----------------------------------------------------------------------- |
| —                                                                   | —                                                                     | —                                                                       |

Der Leichtathletikverband des Omans nominierte einen Athleten für die Leichtathletik-Weltmeisterschaften 2015 in der chinesischen Hauptstadt Peking.

## Ergebnisse

### Männer

#### Laufdisziplinen
| Athlet            | Disziplin | Qualifikation | Qualifikation | Vorlauf | Vorlauf | Halbfinale         | Halbfinale         | Finale             | Finale             |
| Athlet            | Disziplin | Zeit          | Platz         | Zeit    | Platz   | Zeit               | Platz              | Zeit               | Platz              |
| ----------------- | --------- | ------------- | ------------- | ------- | ------- | ------------------ | ------------------ | ------------------ | ------------------ |
| Barakat al-Harthi | 100 m     | 10,31 s       | 1             | 10,24 s | 32      | nicht qualifiziert | nicht qualifiziert | nicht qualifiziert | nicht qualifiziert |